# فرانك بيمر
فرانك بيمر (بالإنجليزية: Frank Beamer)‏ هو لاعب كرة قدم أمريكية أمريكي، ولد في 18 أكتوبر 1946 في ماونت إيري في الولايات المتحدة.

## وصلات خارجية
- فرانك بيمر على موقع قاعة فرجينيا للمشاهير الرياضية (الإنجليزية)
- فرانك بيمر على موقع إن إن دي بي (الإنجليزية)